# Galax (Virginia)
Galax (oficialmente como City of Galax), considerada una de las 39 ciudades independientes del estado estadounidense de Virginia. En el año 2000, la ciudad tenía una población de 6,837 habitantes y una densidad poblacional de 385.9 personas por km². Galax limita al noreste por el condado de Carroll y en el suroeste por el condado de Grayson.

## Geografía
Según la Oficina del Censo, la ciudad tiene un área total de 21,3 km² (8,2 mi²), de la cual 21,3 km² (8,2 mi²) es tierra y 0 km² (0 mi²) (0.0%) es agua.

## Demografía
Según el censo de 2000, había 6,837 personas, 2,950 hogares y 1,843 familias residiendo en la localidad. La densidad de población era de 3,217 hab./km². Había 3,767 viviendas con una densidad media de 326.2 viviendas/km². El 86.11% de los habitantes eran blancos, el 6.26% afroamericanos, el 0.45% amerindios, el 0.70% asiáticos, el 0.01% isleños del Pacífico, el 5.51% de otras razas y el 0.95% pertenecía a dos o más razas. El 11.07% de la población eran hispanos o latinos de cualquier raza.
Los ingresos medios por hogar en la localidad eran de $28,236, y los ingresos medios por familia eran $36,832. Los hombres tenían unos ingresos medios de $24,013 frente a los $18,393 para las mujeres. La renta per cápita para el condado era de $17,447. Alrededor del 18.6% de la población estaban por debajo del umbral de pobreza.